# Azione negatoria
L'azione negatoria è un'azione giudiziaria, prevista dall'ordinamento giuridico italiano. Viene esercitata dal proprietario contro chi affermi l'esistenza di un diritto reale sulla cosa, come un usufrutto o una servitù prediale.
L'azione negatoria è volta ad accertare che il diritto di proprietà non sia gravato dai vincoli e dalle limitazioni da altri affermate: costituisce un'azione di accertamento negativo, che può essere esperita se sussiste, in capo all'attore, un motivo di temere pregiudizio dall'affermazione altrui.
L'azione negatoria può anche assolvere ad una funzione inibitoria, per cui il proprietario potrà ottenere l'ordine di cessazione delle turbative arrecate sulla base del diritto vantato, nonché ad una funzione risarcitoria. Incombe all'altra parte l'onere di provare l'esistenza del diritto che pretende di avere su quel bene altrui.
L'azione negatoria è imprescrittibile.